# Free Youngboy
Free Youngboy è un singolo del rapper statunitense NLE Choppa, pubblicato il 14 giugno 2019 su etichetta NLE Choppa Entertainment.

## Tracce
1. Free Youngboy – 2:44